# Хайнрих Бьол
Хайнрих Бьол (на немски: Heinrich Böll) е един от най-изтъкнатите германски писатели след Втората световна война. Лауреат е на Нобелова награда за литература за 1972 г.

## Биография
Хайнрих Бьол е роден на 21 декември 1917 г. в Кьолн в либерално католическо семейство на мебелист. През 30-те години успешно устоява да не бъде включен в Хитлеровата младеж. Става чирак в една книжарница, а после учи немска литература и класическа филология в Кьолнския университет.
Призован е във Вермахта и шест години участва във Втората световна война. Воюва във Франция, Румъния, Унгария и Съветския съюз; раняван е четири пъти, преди да бъде пленен от американци през април 1945 г. и изпратен в лагер за военнопленници. След измръзване Бьол изгубва всичките пръсти на краката си и цял живот му се налага да ходи по болници.
Същата година се завръща в разрушения си роден град и продължава следването си по германистика. През 1947 г. започва да пише и да публикува кратки разкази, които го изявяват като проницателен психолог и сатирик, майстор на малката форма. Представител е на движението Литература на развалините.
След войната писателят често пътува като представител на новата, след-нацистка Германия. Когато Александър Солженицин е изгонен от Съветския съюз (1974), първото убежище, което получава е в дома на Бьол.

## Творби

### Проза
Първият роман на Бьол, „Влакът пристигна навреме“, е публикуван през 1949 г. Следват много други романи, разкази, радио-пиеси и сборници с есета. Световно признание си спечелва с романите „Дом без стопани“ (1954), „Билярд в девет и половина“ (1959), „Възгледите на един клоун“ (1963), „Групов портрет с дама“ (1971), „Изгубената чест на Катарина Блум“ (1974) и „Грижовна обсада“ (1979). Последният му роман, литературен паметник на град Бон, тогавашна столица на ФРГ, е „Жени пред речен пейзаж“ (1985).
Белетристичното творчество на Бьол е дълбоко свързано с родния му град Кьолн, с почти задължителния за гражданите римокатолицизъм и с доста грубоватото им чувство за хумор. В следвоенните години Бьол е ангажиран със спомени от войната и въздействието ѝ – материално и психологическо – върху живота на обикновените хора. Те са истинските герои в неговите романи и разкази. Отрицателните му герои са фигури, облечени във власт – правителството, крупния бизнес и Църквата, които той бичува с хумор и горчивина, за техния конформизъм, малодушие, егоизъм и злоупотреби.
Стилът на Бьол се отличава с простота на изказа и силно въздействие. Характерно за Бьол е вглеждането в характерите на своите герои, в ситуациите и предметния свят, който осъществява сюжетната завръзка в разказа.
Хайнрих Бьол е превеждан на повече от 30 езика и е един от най-четените немски автори.

### Поезия
В годината на Нобеловата награда за литература (1972) Хайнрих Бьол публикува и книга с поезия. В нея с дълбоко проникновение обрисува картината на обществения живот във Федерална република Германия. Тази картина е мрачна, угнетяваща, но в нея има и упование. И като поет Бьол проявява мъжеството да бъде безпощадно критичен към всички прояви на бездуховност и насилие над човека и все пак да търси и намира пролуки за светлината, за вярата, надеждата и любовта. Той е убеден в способността на поезията, на литературата и изкуството да променят света – да го изпълват с повече човечност и мъдрост. Посмъртно са публикувани още две негови стихосбирки – „Идем отдалеч“ (1986) и „Ангелът – когато го търсиш“ (1987).

### Проза
- Die Botschaft, 1947
- Der Mann mit den Messern, 1948
- Der Zug war pünktlich, 1949
  - Влакът пристигна навреме
- An der Brücke, 1949
- Wanderer, kommst du nach Spa..., Erzählungen, 1950
- Die schwarzen Schafe, 1951
- Wo warst du, Adam?, Roman, 1951
Къде беше, Адам?, Изд. „Ланс&Делакорт“, София, 1999, ISBN 954-8415-51-8
- Nicht nur zur Weihnachtszeit, 1951
- Mein Onkel Fred, 1951
- Der Lacher, 1952
- Schicksal einer henkellosen Tasse, 1952
- Die unsterbliche Theodora, 1953
- Bekenntnis eines Hundefängers, 1953
- Erinnerungen eines jungen Königs, 1953
- Im Lande der Rujuks, 1953
- Hier ist Tibten, 1953
- Die Waage der Baleks, 1953
- Und sagte kein einziges Wort, Roman, 1953
И не каза нито дума, Изд. на ОФ, София, 1961
- Haus ohne Hüter, Roman, 1954
Дом без стопанин, Изд. на НСОФ, София, 1963
- Unberechenbare Gäste, 1954
- Es wird etwas geschehen, 1954
- Das Brot der frühen Jahre, 1955
Хлябът на предишните години, Изд. „Делакорт“, София, 2001, ISBN 954-8415-59-3
- Irisches Tagebuch, 1957
- Im Tal der donnernden Hufe, 1957
- Die Spurlosen, Hörspiel, 1957
- Hauptstädtisches Journal, 1957
- Der Wegwerfer, 1957
- Der Bahnhof von Zimpren, 1958
- Doktor Murkes gesammeltes Schweigen, 1958
- Billard um halb zehn, Roman, 1959
Билярд в девет и половина, Изд. „Народна култура“, София, 1986
- Keine Träne um Schmeck, 1961
- Ein Schluck Erde, Drama, 1962
- Als der Krieg ausbrach. Als der Krieg zu Ende war, Zwei Erzählungen, 1962
- Ansichten eines Clowns, 1963
Възгледите на един клоун, Изд. „Народна младеж“, София, 1966; „Народна култура“, София, 1986; Изд. „Весела Люцканова“, София, 1997, ISBN 954-8453-17-7
- Entfernung von der Truppe, 1964
- Ende einer Dienstfahrt, 1966
Така завърши една командировка, Изд. „Христо Г. Данов“, Пловдив, 1971

- Gruppenbild mit Dame, Roman, 1971
Групов портрет с дама, Изд. Атлантис КЛ, София, 1997
- Die verlorene Ehre der Katharina Blum, 1974
Изгубената чест на Катарина Блум, Изд. „Христо Г. Данов“, Пловдив, 1987
- Berichte zur Gesinnungslage der Nation, 1975
- Du fährst zu oft nach Heidelberg und andere Erzählungen, 1979
- Fürsorgliche Belagerung, Roman, 1979
- Was soll aus dem Jungen bloss werden? Oder: Irgendwas mit Büchern., 1981
- Vermintes Gelände, 1982
- Das Vermächtnis, (geschrieben 1948 – 49), 1982
- Die Verwundung und andere frühe Erzählungen, 1983
- Frauen vor Flusslandschaft, Roman, 1985

Посмъртни издания
- Der Engel schwieg, Roman (geschrieben 1949 – 51), 1992
Ангелът мълчи, Изд. „Делакорт“, 1998, ISBN 954-8415-39-9
- Der blasse Hund, Elf Erzählungen, 1995
- Kreuz ohne Liebe, Roman (geschrieben 1946 – 47), 2003

Сборници с разкази на Хайнрих Бьол на български
- Безсмъртната Теодора, Изд. „Христо Г. Данов“, Пловдив, 1968
- Джуджето и куклата, Изд. „Профиздат“, София, 1987
- В долината на кънтящите копита, Изд. „Весела Люцканова“, София, 1999, ISBN 954-8453-35-5
- Из спомените на един млад крал, Изд. „Весела Люцканова“, София, 2001, ISBN 954-8453-63-0

## Награди и отличия
- 1951: „Награда на Група 47“ für Die schwarzen Schafe
- 1953: „Награда на германската критика“
- 1953: Förderpreis des Kulturkreises der deutschen Wirtschaft im BDI e.V.
- 1955: Prix du Meilleur livre étranger für die französische Übersetzung von Haus ohne Hüter
- 1958: Eduard von der Heydt-Kulturpreis der Stadt Wuppertal
- 1959: „Голяма художествена награда на провинция Северен Рейн-Вестфалия“
- 1967: „Награда Георг Бюхнер“ за цялостно творчество
- 1972: „Нобелова награда за литература“
- 1974: Carl-von-Ossietzky-Medaille
- 1974: Mitglied der American Academy of Arts and Letters
- 1975: Mitglied der Akademie der Künste (Berlin)
- 1979: Федерален орден за заслуги (отказан)
- 1982: Почетен гражданин на град Кьолн
- 1983: Professorentitel des Landes Nordrhein-Westfalen
- 1983: Mitglied der American Philosophical Society
- 1984: Mitglied der American Academy of Arts and Sciences
- 1984: Commandeur im Ordre des Arts et des Lettres
- 2010: Почетен гражданин на град Борнхайм (посмъртно)
- 2015: Dankbarkeitsmedaille des Europäischen Zentrums der Solidarność (посмъртно)
- 2017: Die Deutsche Post brachtet eine Briefmarke zum 100. Geburtstag Heinrich Böll zu 0,70 € für den Standardbrief heraus.[1]

През 1985 г. родният град на писателя Кьолн учредява в негова чест наградата „Хайнрих Бьол“ за изтъкнати постижения в областта на немската литература.